# Runaway Girl
Runaway Girl (Originaltitel: Hick) ist ein US-amerikanischer Independent-Film aus dem Jahr 2011. Der Film verwendet typische Elemente des Roadmovies und des Coming-of-Age-Films. Regie führte Derick Martini. Das von Andrea Portes verfasste Drehbuch basiert auf Portes’ 2007 erschienenem gleichnamigen Roman. Die Hauptrollen wurden von Chloë Grace Moretz, Eddie Redmayne und Blake Lively übernommen, in tragenden Rollen sind Juliette Lewis, Alec Baldwin und Rory Culkin zu sehen.

## Handlung
Die dreizehnjährige Luli McMullen lebt mit ihren alkoholabhängigen Eltern in Palmyra, einem kleinen Ort in Nebraska. Sie zeichnet gern und leidet sichtbar unter ihren chaotischen Familienverhältnissen. Lulis dreizehnten Geburtstag feiern ihre Eltern zusammen mit Trinkfreunden in einer schäbigen Bar. Es ist eindeutig, dass den feiernden Erwachsenen der Geburtstag lediglich als Anlass zum Betrinken dient. Unter den Geburtstagsgeschenken ist auch ein .45 Smith & Wesson Trommelrevolver. Am späten Abend kommt es auf dem Parkplatz zu einem Streit zwischen den schwer betrunkenen Eltern. Der Barkeeper Ray fährt das Mädchen schließlich nach Hause.
Am nächsten Morgen steht Luli in ihrem Zimmer vor einem Spiegel und ahmt mit dem Colt Clint Eastwood in Dirty Harry nach. Ihr Selbstbewusstsein wächst, als sie sich ihrer weiblichen Reize bewusst wird. Als Luli Geräusche aus dem Erdgeschoss hört, schleicht sie nach unten. Dort trifft sie auf Robert Lux, einen reisenden Investmentberater. Luli bedroht ihn spielerisch mit der Waffe und fragt dann unvermittelt, ob er sie hübsch finde und küssen würde. Lux reagiert ausweichend. Als Lulis Mutter erscheint, wird klar, dass Lux sie schon erwartet hat, gemeinsam verlassen sie mit den gepackten Koffern ihrer Mutter das Haus. Das dreizehnjährige Mädchen ist nun auf sich allein gestellt. Traurig kreisen Lulis Gedanken um ihr Leben und die gescheiterte Ehe ihrer Eltern. Sie erinnert sich an ihren kleinen Bruder, der vor acht Jahren schon kurze Zeit nach seiner Geburt starb. Als Luli im Fernsehen einen Bericht über Las Vegas sieht, beschließt sie, dorthin zu gehen und sich einen reichen Mann zu angeln. Anhand einer Wandkarte plant die Dreizehnjährige ihre Reiseroute. Luli verlässt, etwas zu aufreizend gekleidet, ausgestattet mit Bargeld und Revolver, das elterliche Haus.
Nachdem Luli einige Zeit zu Fuß unterwegs ist, hält ein von dem ehemaligen Cowboy Eddie Kreezer gesteuerter Pick-up und nimmt sie mit. Nach ein paar Stunden Fahrt kommt es zum Streit zwischen beiden, in dem Luli Eddie als Krüppel aufgrund seines steifen Beins beschimpft, woraufhin er sie aus dem Wagen schmeißt. Luli zieht alleine weiter und schläft an einer Brücke am Wegesrand. Dort stößt sie auf die kokainsüchtige Trickbetrügerin Glenda. Glenda ist klar, dass Luli eine Ausreißerin ist, sie nimmt sie aber doch ein Stück des Weges mit. Zusammen mit Glenda probiert Luli zum ersten Mal Kokain. Kurz darauf überfallen beide eine Tankstelle. Luli simuliert einen epileptischen Anfall. Während der ältere Tankstellenpächter versucht ihr zu helfen, räumt Glenda die Kasse leer. Unvorhergesehener Weise erleidet der Pächter jedoch einen Herzinfarkt. Während das Glenda nicht weiter bekümmert, macht Luli sich Vorwürfe und überredet Glenda, einen Krankenwagen zu rufen. Ihre Fahrt führt die beiden weiter durch das ländliche Amerika und zu einer Bowlingbahn, wo Glenda auf einen kleinen Jungen trifft, der ihr Sohn zu sein scheint. Auf einem Parkplatz stoßen die beide dann auf Eddie, der Lulis Frage, ob er sie verfolge, verneint. Eddie ist freundlich zu Luli und betont, dass sie lediglich einen schlechten Start gehabt hätten.
Glenda und Luli treffen bei Lloyd Nash ein, mit dem Glenda offensichtlich zusammen ist. Lloyd ist, wie es scheint, vermögend, sein Auftreten lässt jedoch nichts Gutes erahnen. In Lloyds Haus trifft Luli überraschend wieder auf Eddie Kreezer, der dort als Handlanger angeheuert hat. Luli wiederholt ihren Vorwurf, dass Eddie sie verfolgen würde. Überraschend wirft Glenda ein, dass Eddie wohl eher ihr gefolgt sei. Lloyds Unmut über von Eddie zubereitete Longdrinks führt dazu, dass Eddie die Drinks neu mixen muss. Als er Eis aus der Küche holt, uriniert er heimlich in den für Lloyd bestimmten Drink, was seine Verachtung gegenüber Lloyd erstmals aufblitzen lässt. Lloyd bemerkt es nicht und lobt ihn sogar für den nun exzellenten Drink.
Eddie bietet Luli an, mit ihr in die Stadt zu fahren, weil Glenda eine Weile mit Lloyd allein sein wolle. Während Eddie dort in einer Bar verschwindet, soll Luli im Wagen warten. Eddie spielt währenddessen mit einem Fremden Billard, Geld ist im Spiel. Eddies Spieltrick scheitert, als Luli die Bar betritt und Eddie nervös den entscheidenden Stoß verpatzt. Er verliert 200 US$. Während Eddie mit dem Fremden über die Regelung seiner Spielschulden spricht, sucht Luli die Damentoilette auf. Nur wenig später erscheint dort der Fremde, und Luli wird klar, dass sie als Wetteinsatz herhalten und Eddies Spielschulden mit ihrer Unschuld bezahlen soll. Doch bevor es zu einer Vergewaltigung kommen kann, eilt Eddie Luli auf deren verzweifelte Rufe zu Hilfe, prügelt brutal auf seinen Kontrahenten ein und verletzt ihn schwer. Luli ist entsetzt über Eddies Gewalttätigkeit und darüber, dass er den möglichen Tod des Mannes billigend in Kauf nimmt. Später am Nachmittag lädt Eddie Luli auf ein Eis ein. Während dieses Gespräches kommen sich beide näher. Als Eddie später Crystal Meth konsumiert, läuft Luli jedoch angewidert davon. Nachdem Eddie sie mit seinem Wagen eingeholt hat, bringt er Luli dazu wieder einzusteigen, wobei er ihr erzählt, dass er mit Glenda telefoniert habe, und ihr übermitteln solle, dass sie Luli im Motel 6 treffen wolle. Im Anschluss kauft er ihr ein neues Kleid, was Lulis Ansicht über ihn positiv beeinflusst.
Im Motel angekommen mietet Eddie ein Zimmer mit Doppelbett. Sie spricht ihn auf das Telefonat mit Glenda an und bekommt zur Antwort, dass Glenda wegen Lloyd nicht komme und er sich ab jetzt um sie kümmern solle. Als Eddie sich dann betrinkt, erinnert das Luli stark an ihren Vater. Niedergeschlagen sucht sie den Hotelpool auf, wo sie Clement Comfort kennenlernt, der nur wenig älter ist als sie. Während sie zusammen Karten spielen, verliebt Luli sich in Clement. Kurz darauf taucht der vor Eifersucht rasende Eddie auf, reißt Luli weg und stößt dabei den Tisch um. Noch in derselben Nacht verlassen Luli und Eddie das Motel. Unterwegs kommt es erneut zum Streit, als Eddie Luli seine Liebe gesteht. Unerfahren, wie sie ist, lässt Luli Eddie daraufhin wissen, dass sie niemals mit so einem versoffenen Krüppel zusammen sein möchte. Als Eddie den Wagen stoppt, steigt Luli aus, und wird von dem ihr folgenden Eddie in ein nahe gelegenes Feld gedrängt, wo er sie vergewaltigt.
Als Luli am nächsten Morgen erwacht, befindet sie sich, an ein Bett gefesselt, in einem ihr unbekannten Zimmer und hat kürzere, dunkle Haare. Eddie entschuldigt sich für die vergangene Nacht und schwört, dass so etwas nie wieder passieren werde. Er würde sterben, wenn sie ihn verlasse. Dann löst er Lulis Fesseln und verspricht ihr, sie nur dann zu fesseln, wenn er nicht da sei. Kurz darauf betritt ein Mann namens Beau das Zimmer. Aus dem Gespräch beider kann Luli entnehmen, dass Eddie vorhat, länger zu bleiben. Luli versucht zwar Kontakt mit Beau aufzunehmen, muss jedoch erkennen, dass er sich lieber aus Allem raushalten will. Er gibt ihr lediglich den Rat, sich in Acht zu nehmen. Eddie hat das jedoch mitbekommen und fesselt Luli erneut, bevor er den Raum verlässt.
Luli flüchtet sich in Träume von früher, auch der Tod ihres kleinen Bruders wird nicht ausgeklammert. Irgendwann schläft sie ein. Als sie wieder erwacht, steht Glenda im Zimmer und gesteht ihr, dass sie auch in Lulis Alter gewesen sei, als sie Eddie Kreezer kennengelernt habe. In genau diesem Zimmer habe Eddie aus ihr das gemacht, was sie heute sei. Sie sei Eddie eine Zeitlang hörig gewesen und habe sich schließlich von ihm befreien können, nachdem sie von ihm schwanger geworden sei. Sie sei dann durch die Staaten gezogen, immer in der Gewissheit, dass Eddie ihr folge. Während Glenda Lulis Fesseln löst, betritt Eddie den Raum. Er ist betrunken und spielt mit Lulis Revolver herum. In einem sich hochschaukelnden Streit zwischen Eddie und Glenda drückt Eddie ab, im Glauben, der Colt sei nicht geladen. Glenda wird tödlich getroffen. Eddie ist entsetzt, legt den Revolver auf Lulis Bett und verliert die Fassung. Luli nimmt die Waffe an sich und erschießt Eddie schließlich.
Zeitsprung: Luli befindet sich bei Beau, der das Frühstück zubereitet, während er Luli erklärt, dass man die beiden Toten als Folge eines Beziehungsstreits erscheinen lassen müsse. Er erwähnt seine Schwester in Los Angeles. Später schlägt er vor, Luli zur Busstation zu fahren, damit sie nach Hause käme. Luli stimmt zu, ruft vor der Abfahrt aber noch zu Hause an und hat ihre Mutter am Apparat. Diese ist anfangs zwar erleichtert von Luli zu hören, hat aber bereits Ausflüchte als es nur darum geht, Luli vom Bus abzuholen. Luli dämmert es, dass sich zu Hause nicht wirklich etwas geändert hat. Trotz allem steigt sie in den Bus. Während der Fahrt entdeckt sie, dass Beau ihr „für den Fall dass sie es sich anders überlegt“ die Telefonnummer und Adresse seiner Schwester in L.A. aufgeschrieben hat. Luli simuliert nochmal einen Epilepsie-Anfall, um den Fahrer dazu zu bringen, den Bus anzuhalten. Nachdem sie ausgestiegen ist, steht ihr Plan fest, sie wird versuchen, sich nach Los Angeles zu Beaus Schwester durchzuschlagen.

## Produktion und Veröffentlichung
Es handelt sich um eine Produktion von Tiberius Film. Das Budget des Films wird auf 7 Mio. US-Dollar geschätzt. Die Dreharbeiten fanden von Ende März bis Anfang Mai 2011 in den Bundesstaaten North Carolina und Nevada statt.
Die Premierenvorführung fand am 10. September 2011 auf dem Toronto International Film Festival statt.
Regisseur Derick Martini war dort für einen Preis nominiert. Am 11. Mai 2012 war der Film in den USA erstmals im Internet zu sehen und lief gleichzeitig auch limitiert in diversen Kinos. In Japan lief er am 24. November 2012 an, in den Niederlanden am 10. Januar 2013 limitiert als Fernseh-Premiere und in Schweden am 17. September 2013 auf DVD. In Deutschland lief der Film ebenfalls nicht im Kino, sondern hatte am 1. August 2013 DVD-Premiere.
Vermarktet wurde er auch in Brasilien, Polen, Portugal, Serbien und Russland.
Am 1. August 2013 wurde Runaway Girl von Tiberius Film auf DVD herausgegeben (95 Minuten).

## Soundtrack/Songliste
Im Film erklingen folgende Musiktitel:
- Main Theme Based on “Suze” – geschrieben und gesungen von Bob Dylan
- Suze (The Cough Song) – geschrieben und gesungen von Bob Dylan
- Crimson and Clover – geschrieben von Tommy James und Peter Lucia, gesungen von Joan Jett and the Blackhearts
- It’s Gonna Go – geschrieben von Dick Stephen Walter
- It’s Hard to be Humble – geschrieben und gesungen von Mac Davis
- Things to Remember – geschrieben und gesungen von Willie Nelson
- When the Ship comes in (Live) – geschrieben und gesungen von Bob Dylan
- Leavin on your Mind – geschrieben von Michael Pierce und Wayne P. Walker, gesungen von Patsy Cline
- Sweet Dreams (of you), geschrieben von Don Gibson, gesungen von Patsy Cline
- Why Can’t He be You, geschrieben von Don Gibson, gesungen von Patsy Cline
- Paper Doll – geschrieben von Johnny S. Black, gesungen von The Mills Brothers
- My Best Friend’s Girl – geschrieben von Ric Ocasek, gesungen von The Cars
- Going up to the Country – geschrieben von Alan Wilson, gesungen von Canned Heat
- Islands in the Stream – geschrieben von Barry Gibb, Maurice Gibb, Robin Gibb, gesungen von Dolly Parton & Kenny Rogers
- Never My Love – geschrieben von Donald J. Addrisi und Richard P. Addrisi, gesungen von The Association
- Amie – geschrieben von Craig Fuller, gesungen von Pure Prairie League
- You Tell Me – geschrieben von Ron Elliott, gesungen von The Beau Brummels
- One of Us Must Know (Sooner or Later) – geschrieben und gesungen von Bob Dylan
- Honey Just Allow Me one More Chance – geschrieben und gesungen von Bob Dylan
- You Are My Sunshine – geschrieben von Jimmie H. Davis
- I Fall to Pieces – geschrieben von Hank Cochran und Harlan Howard, gesungen von Patsy Cline
- Farewell – geschrieben und gesungen von Bob Dylan

## Kritik
Abgesehen von Moretz’ überzeugender Darstellung war der Lolita-Film überwiegend negativen Kritiken ausgesetzt. Die Handlung sei zeitweilig zäh und weise übermäßige Längen auf, hieß es.
Auf Cinema warf man den Filmemachern „unausgewogene Erzählweise, inszenatorische Unglaubwürdigkeiten“ und ein „mangelndes Gespür für Nebenrollen“ vor.
Filmkritiker Roger Ebert bemängelte, zu wenig über die Hauptfigur erfahren zu haben.
Der Filmdienst bezeichnet Runaway Girl im Lexikon des internationalen Films als nicht „allzu tief lotendes, aber doch unterhaltsames Sozialdrama, das dank guter Darsteller zum Nachdenken über eine menschenfeindliche Gesellschaft anreg[e]“.
Robert Cherkowski von Filmstarts schrieb, „das Wichtigste beim Film [seien] nicht die Stars oder ein großes Budget, auch nicht versierte Techniker oder ein perfektionistischer Regisseur. All das schade zwar nicht, doch ohne eine interessante Geschichte [könne] kaum ein guter Spielfilm entstehen“. Genau das sei das Manko von Runaway Girl, es fehle die „erzählerische Linie“. Nie werde „so recht klar, worum es im Film eigentlich geh[e] und auch atmosphärisch herrsch[e] Unentschiedenheit. Während andere unorthodoxe Mischungen von Genres und Stimmungen oft einen ganz eigenen Reiz haben, [sei] diese Tragikomödie einfach nur unausgegoren.“ Das Fazit lautete: ‚Runaway Girl‘ ist weder Fisch noch Fleisch und zieht sich trotz prominenter Besetzung weitgehend frei von Spannung, Emotion und Witz dahin.
Auch Cinema sah das ähnlich und urteilte: Chloë Grace Moretz, […] die bereits in zwei vorhergehenden Filmen „das Trauma der beginnenden Sexualität erleiden muss(te)“, glänzt in Runaway Girl als „von ihren Hormonen und einer rücksichtslosen Umwelt drangsalierte Kindfrau. Doch so sehr Moretz die Tour de Force ihrer Figur auch auslebt, gegen die unausgewogene Erzählweise kann sie ebenso wenig ausrichten wie gegen Martinis inszenatorische Unglaubwürdigkeiten und dessen mangelndes Gespür für Nebenrollen. Ob Blake Lively als drogensüchtiges Wrack Glenda oder Eddie Redmayne als Psychocowboy Eddie – selten hat man einen Film gesehen, in dem wichtige Figuren derart austauschbar und nichtssagend waren wie hier“. Fazit: „Aufwühlend gespieltes, aber viel zu zäh erzähltes Thrillerdrama über eine einsame Kindfrau.“
Ganz anders las sich das Urteil auf Pieces of Emotion, wo es hieß, dass sich die „Handlung an manchen Stellen ein wenig“ hingezogen habe, sodass der Streifen „keineswegs als Meisterwerk“ gelten könne, sondern nur als „sehr guter Independent-Film“. Gefesselt habe jedoch „die Hintergrundmusik, die im passenden Country-Musik-Stil gehalten“ sei, und die „vorherrschende Atmosphäre“. Die schauspielerischen Leistungen wurden als „grandiose Darstellerkunst“ apostrophiert. Chloë Grace Moretz habe die bisher „beste Performance ihrer ganzen Karriere“ abgeliefert. Eddie Redmayne wurde eine überragende Leistung bescheinigt, Blake Lively und Alec Baldwin hätten ebenfalls überzeugen können. Das Fazit lautete, der Film sei „großartig“, habe „unheimlich viel Herz“ und gehe „das Risiko ein, zu experimentieren“.